# Tsumébite
La tsumébite est une espèce minérale phosphatée rare nommée en 1912 d'après sa localité de découverte, la mine de Tsumeb en Namibie. La tsumébite est composée d'un sel mixte phosphate/sulfate/hydroxyde de plomb et de cuivre.

## Propriétés
La formule chimique de la tsumébite est Pb2Cu(PO4)(SO4)(OH). Elle appartient à la classe cristalline monoclinique 2/m, ce qui signifie qu'elle possède un axe de symétrie double perpendiculaire à un plan miroir. Le groupe spatial est P 2 1 /m, ce qui signifie que le réseau cristallin est un réseau primitif, avec des éléments structurels uniquement aux sommets de la maille élémentaire. Ces éléments structurels sont constitués de deux unités de formule (Z = 2). Les paramètres de la maille sont a = 8,69 Å, b = 5,78 Å, c = 7,86 Å, β = 111,87°,, ou a = 8,70 Å, b = 5,80 Å, c = 7,85 Å, β = 111,5°,.
La tsumébite a une couleur vert émeraude, transparente et verte en lumière transmise, avec une strie verte et un éclat adamantin (semblable à un diamant) à vitreux (vitreux). Elle est biaxe (+) avec des indices de réfraction N x = 1,885 à 1,900, N y = 1,920 et N z = 1,942 à 1,956. Elle est faiblement pléochroïque avec X = Y = bleu très pâle à incolore et Z = bleu œuf de rouge-gorge,.
Le minéral se présente généralement sous forme de croûtes de cristaux imbriqués sur une matrice. Le clivage est absent, mais la macle est presque universelle et les jumeaux peuvent être multiples, avec des réentrants dentés. Il est cassant, avec une fracture inégale, une dureté de 3 1⁄2 ainsi qu'une densité de 6,13. Il est facilement soluble dans l'acide chlorhydrique HCl et lentement soluble dans l'acide nitrique HNO3. Il n'est pas radioactif.

## Formation et occurrence
La tsumébite est un minéral secondaire rare présent dans la zone oxydée de certains gisements de plomb-cuivre contenant de l'arsenic, avec d'autres phosphates et sulfates contenant du plomb. Les minéraux associés comprennent l'azurite, la smithsonite, la malachite, la cérussite, la mimétite, la wulfénite et l'olivénite. La localité type est la mine de Tsumeb (région d'Otjikoto, Namibie), bien connue des collectionneurs pour la grande variété de minéraux qu'on y trouve. Le Manuel de minéralogie indique que le matériau type a été détruit par les bombardements, mais n'indique ni la date ni le lieu.
La tsumébite est présente à Morenci en Arizona, principalement sous forme de cristaux maclés associés à la wulfénite, l'olivénite et à la variété hyalite de l'opale. À Broken Hill, en Nouvelle-Galles du Sud, en Australie, la tsumébite a été trouvée sous forme de cristaux brillants bleu pâle à vert bleuté. On la trouve généralement sous forme de croûtes jaunes de corkite-hinsdalite, d'aiguilles de pyromorphite incolores à blanches et de gerbes de libéthénite zincique vert grisâtre et pâle. Moins fréquemment trouvée avec la scholzite et la torbernite.